# Nick Aldis
Nicholas Harry "Nick" Aldis (Norfolk, 6 de novembro de 1986) é um lutador profissional inglês. Ele atualmente trabalha para a WWE, onde trabalha como produtor e gerente geral da marca SmackDown nos programas. Ele é mais conhecido por sua passagem na Total Nonstop Action Wrestling (TNA) sob o nome de ringue Magnus, de 2008 a 2015, e na National Wrestling Alliance (NWA) de 2017 a 2022.
Aldis fez sua estreia no circuito independente britânico em 2004, antes de assinar seu primeiro contrato importante com a TNA em 2008. Durante seus sete anos na empresa, ele conquistou o Campeonato Mundial de Pesos Pesados da TNA uma vez, tornando-se o primeiro campeão mundial nascido na Grã-Bretanha na história da companhia, além de se tornar um campeão de duplas três vezes, vencendo o Campeonato Mundial de Duplas da TNA duas vezes e o Campeonato de Duplas IWGP uma vez. No Ring Ka King, em 2011, ele venceu o Campeonato Mundial de Pesos Pesados do RKK.
Imediatamente após deixar a TNA em 2015, Aldis assinou com a Global Force Wrestling (GFW), onde foi o primeiro campeão global da GFW e, subsequentemente, se tornou o campeão com o reinado mais longo na história do título. Em 2017, Aldis retornou brevemente à TNA, agora Impact Wrestling, devido à nova parceria com a GFW, perdendo o título e deixando a empresa no final daquele ano. Ele então assinou com a NWA e logo depois conquistou o Campeonato Mundial de Pesos Pesados da NWA, um título que ele venceria duas vezes, tornando-se o segundo lutador britânico a conquistar esse campeonato (depois de Gary Steele), fazendo dele um campeão mundial por quatro vezes no wrestling profissional. Aldis então deixou a NWA no final de 2022, retornando brevemente ao Impact Wrestling em 2023, antes de deixar a empresa em julho e, subsequentemente, começou a trabalhar para a WWE em agosto.
Aldis também apareceu na série britânica Gladiators, onde era conhecido pelo nome de Oblivion. Ele também foi um co-apresentador do Britain's Strongest Man no Challenge TV no Reino Unido.

## Carreira
Aldis treinou wrestling profissional com apenas 11 anos de idade, e aos 14 já tinha começado a carreira no wrestling fazendo sua estréia num show apresentando o lendário wrestler Jake "The Snake" Roberts.
Depois da estréia, Aldis competiu contra alguns dos principais nomes do Reino Unido, incluindo Charlie Rage, Phil Powers, Ricky Knight e os UK Pitbulls. Começou a ter sucesso quando estreou na Worthing Assembly Hall, onde competiu para Doug Willians em uma two out of three falls match, quando perdeu de 2 á 1.

### Total Nonstop Action Wrestling (2008 - presente)
Em Novembro de 2008, Aldis se muda para o Total Nonstop Action Wrestling, onde lá faz sua estréia em 11 de novembro de 2008 no TNA Impact!. No TNA, muda sua gimmick para Brutus Magnus, um gladiador da era moderna.

## Na luta profisisonal
- Movimentos de finalização
  - Diving elbow drop[9][10][11] – 2011–presente

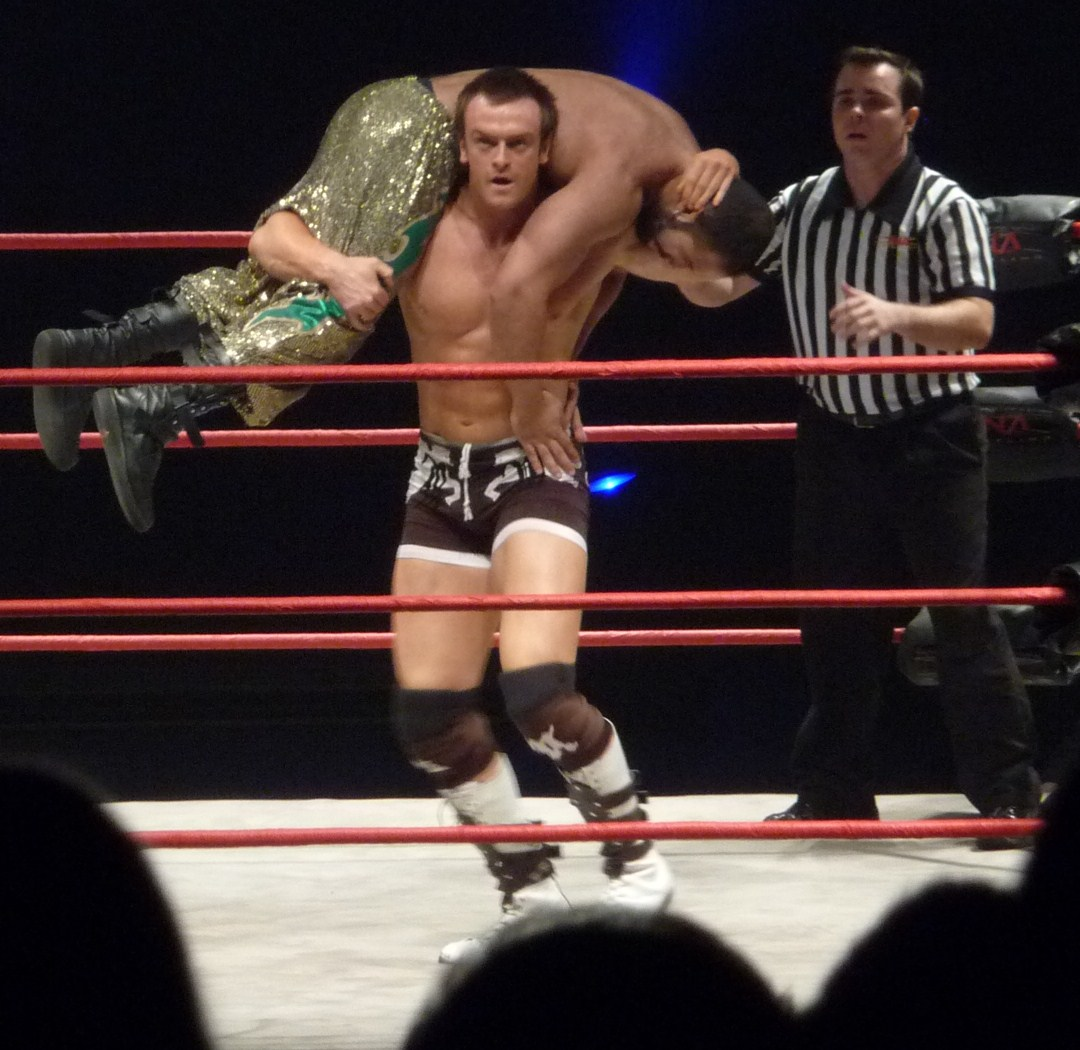
Magnus se preparando para aplicar um Tormentum em Sheik Abdul Bashir.

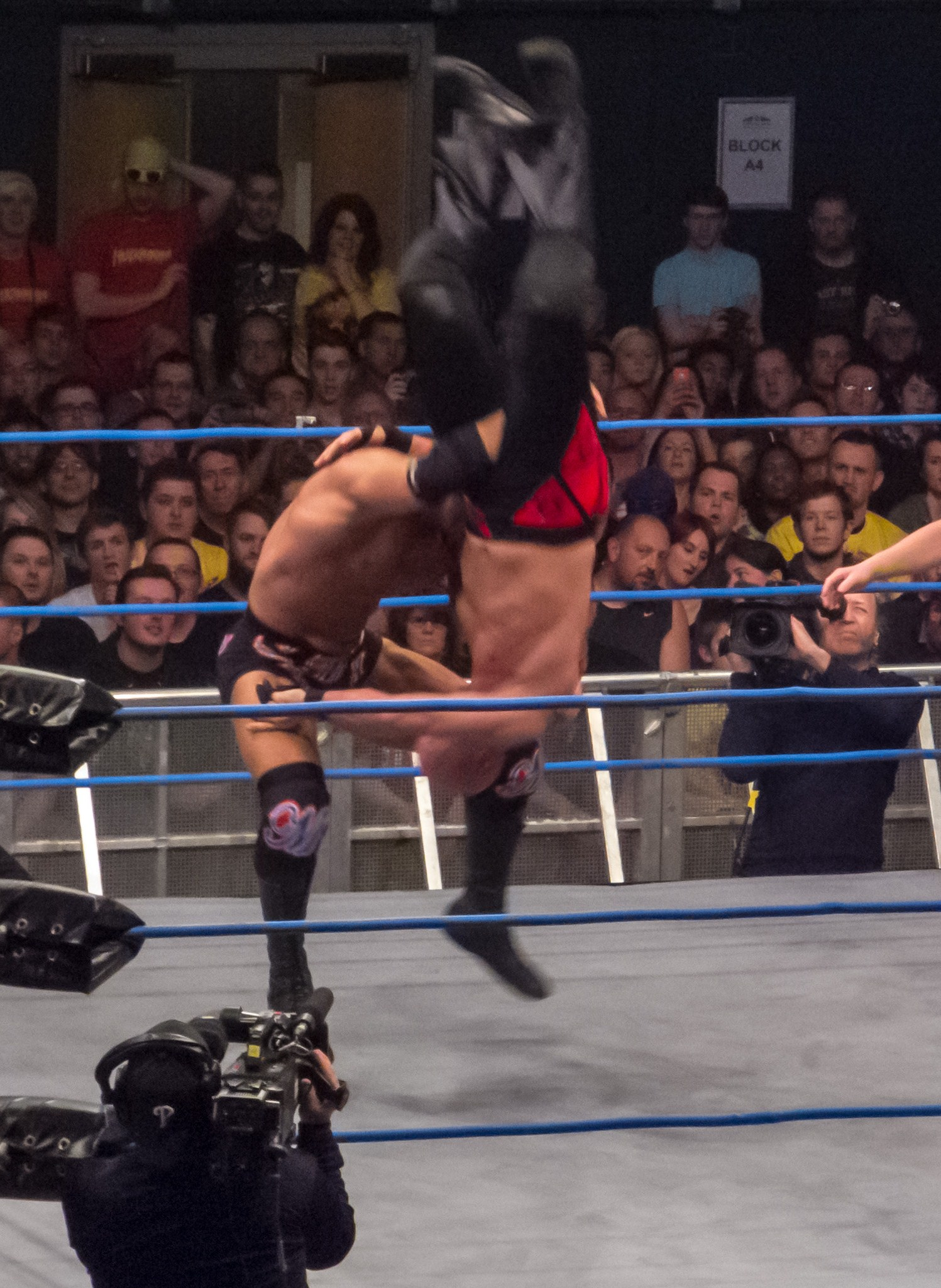
Magnus aplicando o Magnus Driver em Christopher Daniels.

  - King's Lynn Cloverleaf (Cloverleaf)[12][13][14] – 2012–presente
  - Magnus Driver (Michinoku Driver II)[15] – 2010–presente
  - Tormentum[5][16] (TNA) / Twisting Samoan drop[2] (Circuito independente) – 2008–2009
- Movimentos secundários
  - Double powerbomb[2]
  - European uppercut[17]
  - Falling powerbomb[18]
  - Gedo Clutch[19]
  - Scoop lift transferido para um vertical suplex[20]
  - Slingshot elbow drop[18]
- Com Samoa Joe
  - Movimentos de finalização da dupla
    - Snapmare (Joe) seguido de um diving elbow drop (Magnus)[9][10]
- Com Desmond Wolfe
  - Movimentos de finalização da dupla
    - Double Decker Tower of London)[21]
    - Combinação Running knee lift (Wolfe) / Sidewalk slam (Magnus)[22][23]
- Gerentes
  - Rob Terry[24]
  - Chelsea[25]
- Alcunhas
  - "The Big O"[26]
  - "The Modern Day Gladiator"[8]
  - "The Mag Daddy"[27]

## Campeonatos e prêmios
- Pro Wrestling Illustrated
  - PWI classificou-o em #43 dos 500 melhores lutadores individuais na PWI 500 em 2012[28] e 2013[29]
- Pro Wrestling Noah
  - GHC Tag Team Championship (1 vez) – com Samoa Joe[30]
- Ring Ka King
  - Ring Ka King Heavyweight Championship (1 vez)[31]
- Total Nonstop Action Wrestling
  - TNA World Heavyweight Championship (1 vez)
  - IWGP Tag Team Championship (1 vez) – com Doug Williams[32]
  - TNA World Tag Team Championship (2 vezes) – com Doug Williams (1) e Samoa Joe (1)[10][33]
  - Wild Card Tournament (2011) – com Samoa Joe[34]
  - TNA World Tag Team Championship #1 Contenders Tournament (2010) – com Desmond Wolfe[35]
  - Xplosion Championship Challenge (2011)[36]